# Шарапов Вадим Михайлович
Вадим Михайлович Шара́пов (нар. 10 березня 1924, Ялта — пом. 5 серпня 2014) — український архітектор; заслужений архітектор УРСР з 1983 року.

## Біографія
Народився 10 березня 1924 в місті Ялті. У 1949 році закінчив Московський архітектурний інститут і був направлений у Київ, на повоєнну відбудову міста. У Києві став помічником Олександра Малиновського та одразу ж взявся за відродження Хрещатика. Член КПРС з 1953 року.
Працював на посаді головного архітектора Інституту «Київпроект». Помер 5 серпня 2014 року.

## Споруди
Всі у Києві:
- піонерський табір «Молода гвардія» (1956);
- житлові будинки, зокрема:
  - 14-поверховий будинок-трилисник по вулиці Тургенєвській (1972—1975);
  - будинок із шумозахисним плануванням по вулиці Саксаганського (1976—1980);
- реконструкція площі Жовтневої революції (1978—1983).